# False Bay
False Bay (afr. Valsbaai) – zatoka w Południowej Afryce, przy przylądku Hangklip i Półwyspie Przylądkowym na południowym skraju Afryki.

## Opis
Zachodnie i wschodnie brzegi zatoki są skaliste i klifowe. Bezpośrednio z nich wznoszą się szczyty powyżej 1000 m, m.in.: Kogelberg (1269 m), Sommerset Sneeukop (1590 m) i Wemmershoek (1788 m). Północny brzeg jest płaski i przyjmuje formę długiej piaszczystej plaży. W najszerszym miejscu zatoka ma 30 km szerokości.

## Historia
Pierwsza wzmianka o zatoce miała miejsce w 1488 roku, kiedy to Bartolomeu Dias nazwał ją „zatoką między górami”. 
Obecna nazwa (dosł. „fałszywa zatoka”) wywodzi swój rodowód z wczesnych lat po odkryciu, kiedy to żeglarze, płynący do i z Holenderskich Indii Wschodnich, mylili Przylądek Hangklip z Przylądkiem Dobrej Nadziei, ze względu na podobny kształt gór; przez co uznawali tę zatokę za Zatokę Stołową, położoną dalej na zachód.